# 大山寺縁起 (伯耆国)

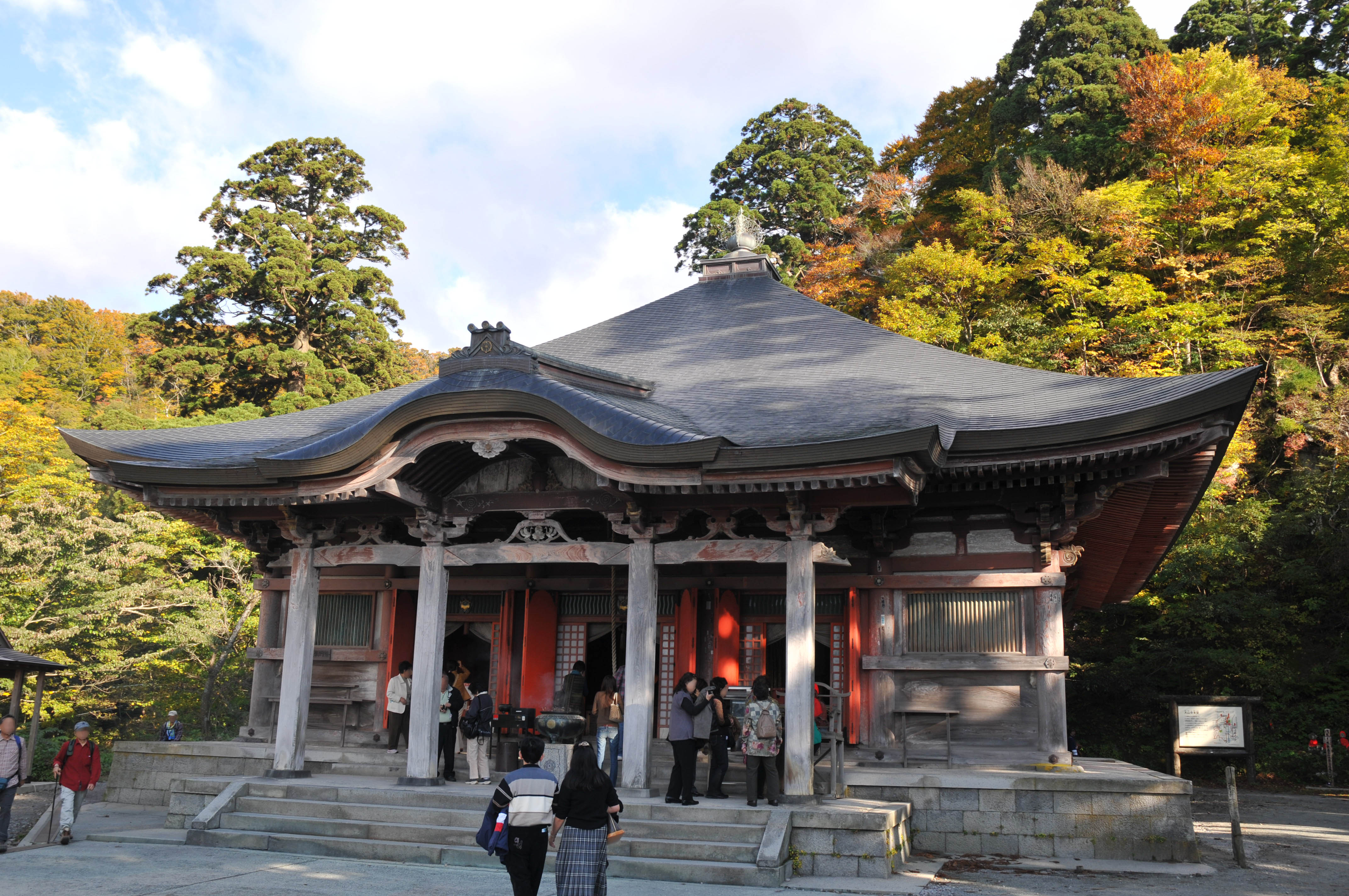
大山寺

大山寺縁起（だいせんじえんぎ）は、伯耆国汗入郡大山寺（現・鳥取県西伯郡大山町）の縁起物で、鎌倉時代末期の縁起書と、室町時代前期の縁起絵巻を指す。

## 大山寺縁起
成立は正中2年（1325年）－元徳元年（1330年）の間で後述する縁起絵巻に先行して成立した。作者は不詳だが、縁起内に大山寺中門院寄りの記述が見られることから中門院の関係者である可能性が高い。写本の筆写時期は幕末と考えられており、原本は洞明院に詞書のみ伝えられている。大山信仰に関する貴重な史料のひとつで上巻21話、下巻22話の全43話の説話が収録されている。

## 大山寺縁起絵巻
成立は応永5年（1398年）、作者は前豊前入道了阿（りょうあ）で全10巻で構成されている。原本は大正7年（1918年）に旧国宝（現在の重要文化財に相当。）に指定されたが、昭和3年（1928年）、大山寺の火災で焼失した。
現在、東京国立博物館、東京大学史料編纂所などが模写本を所蔵している。絵の荒さから地方画師の制作が指摘されているが、民俗学、宗教史研究の上で貴重な資料として高い評価を得ており、牛耕の様子が描かれている田植図、僧兵強訴などの場面が広く知られている。近年、デジタル処理によって復元がなされた。